# Shunpei Yamazaki
Shunpei Yamazaki (山崎 舜平, né en 1942) est un inventeur japonais dans les domaines de l'informatique et de la physique du solide. Il a déposé 2 649 brevets aux États-Unis, ce qui fait de lui le second inventeur le plus prolifique.

## Semiconductor Energy Laboratory
Yamazaki est le président et l'actionnaire principal de l'entreprise Semiconductor Energy Laboratory (SEL) à Tōkyō. La plupart de ses brevets ont rapport aux technologies des écrans d'ordinateur  et sont détenus par SEL. Une de ses inventions est un circuit imprimé fait entièrement de verre avec un micro-processeur de 8 bits.
| Année | Rang | Nombre de brevets US |
| ----- | ---- | -------------------- |
| 1996  | 124  | 90                   |
| 1997  | 110  | 97                   |
| 1998  | 112  | 127                  |
| 1999  | 83   | 184                  |
| 2000  | 96   | 155                  |
| 2001  | 84   | 209                  |
| 2002  | 76   | 246                  |
| 2003  | 65   | 273                  |
| 2004  | 60   | 336                  |
| 2005  | 61   | 292                  |
| 2006  | 55   | 405                  |
| 2007  | 49   | 413                  |
| 2008  | 40   | 468                  |
| 2009  | 33   | 545                  |
| 2010  | 36   | 734                  |

## Récompenses
- National Invention Award, Japan Institute of Invention (1976)
- American Ceramic Society Awards (1984)
- Kou Tamotsu Red Cross Gold Award (1984)
- Kato Memorial Science Foundation Prize (1985)
- Science and Technology Agency Award (1990)
- Prime Minister's Medal (1995)
- Prime Minister's Purple Ribbon (1997)